# 丝胶蛋白

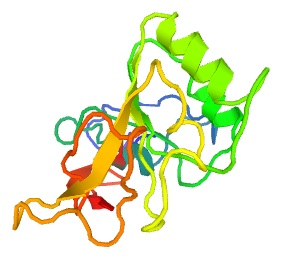
丝胶蛋白的三维结构

丝胶蛋白（sericin）又称丝胶，是蚕丝中除丝心蛋白之外的一种主要蛋白质成分，富含丝氨酸（约30%），其功能是使主要由丝心蛋白组成的蚕丝之间黏连在一起。
蚕或柞蚕所生产的蚕丝主要由丝胶蛋白及丝心蛋白两种蛋白质构成。蚕丝中含有70-80%的丝心蛋白及20-30%的丝胶蛋白，丝心蛋白是蚕丝的结构中心，而丝胶蛋白则在外侧，将蚕丝黏在一起。丝胶蛋白结构上由18种不同的氨基酸组成，其中32%为丝氨酸。
丝胶蛋白是一种潜在的过敏原，与免疫球蛋白E有关。
其化学式为：C4687H7343O2020N1511S3 （Sericin2变体分子式为：C8083H13136O3115N2606S2 ，Sericin 3变体的分子式为：C4547H7414O2273N1630S4），核心结构可表示为(C₃₀H₄₀O₁₆N₁₀)ₙ

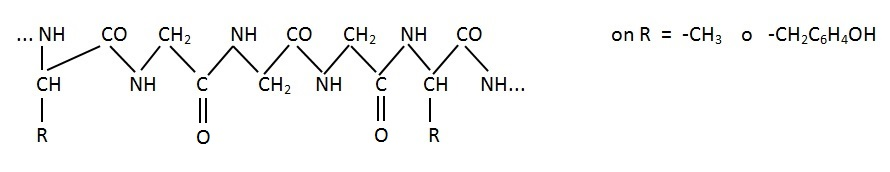
丝胶蛋白结构式